# Judentum in Regensburg

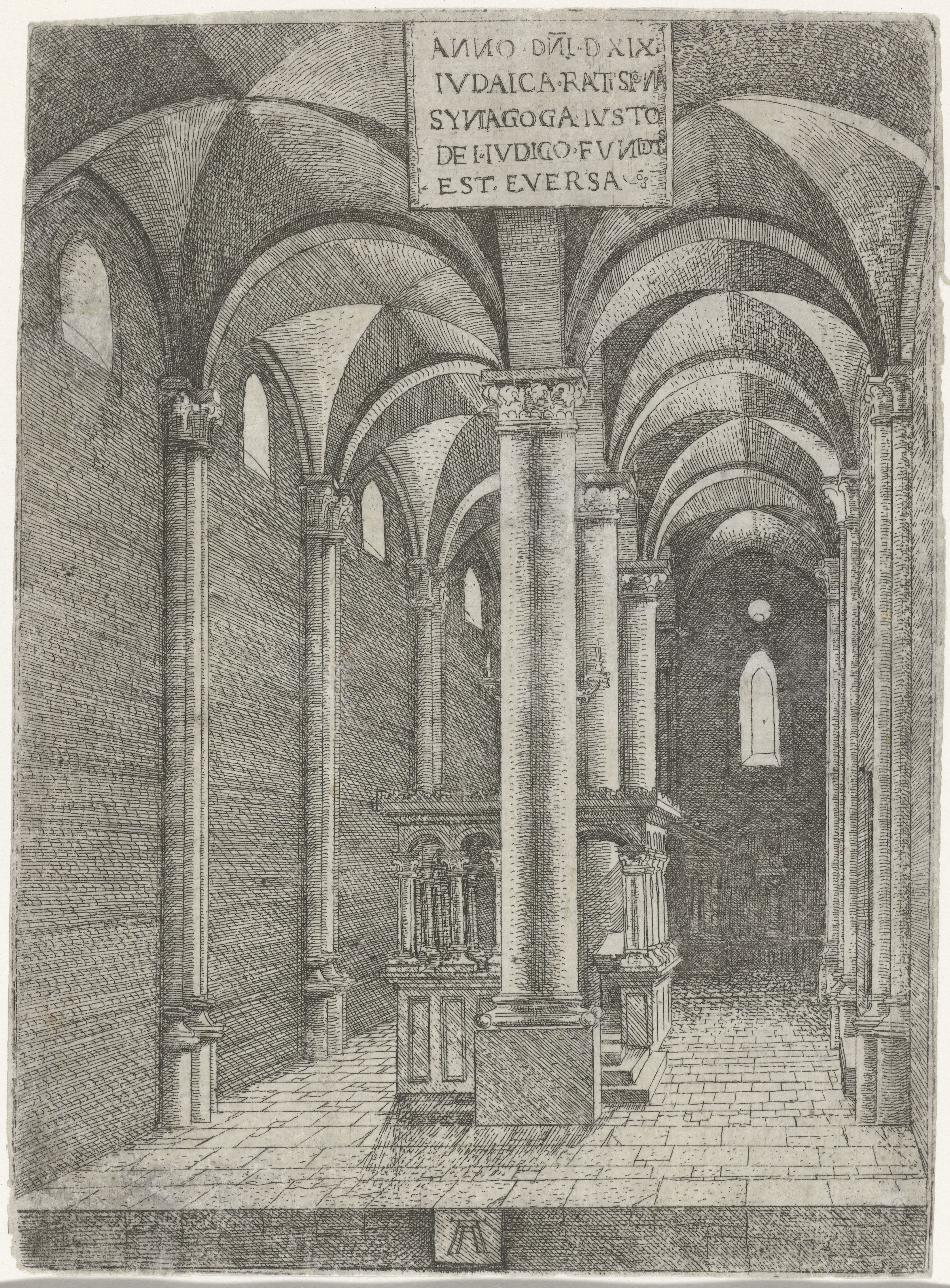
Inneres der Alten Synagoge von Regensburg unmittelbar vor ihrer Zerstörung 1519
Radierung von Albrecht Altdorfer

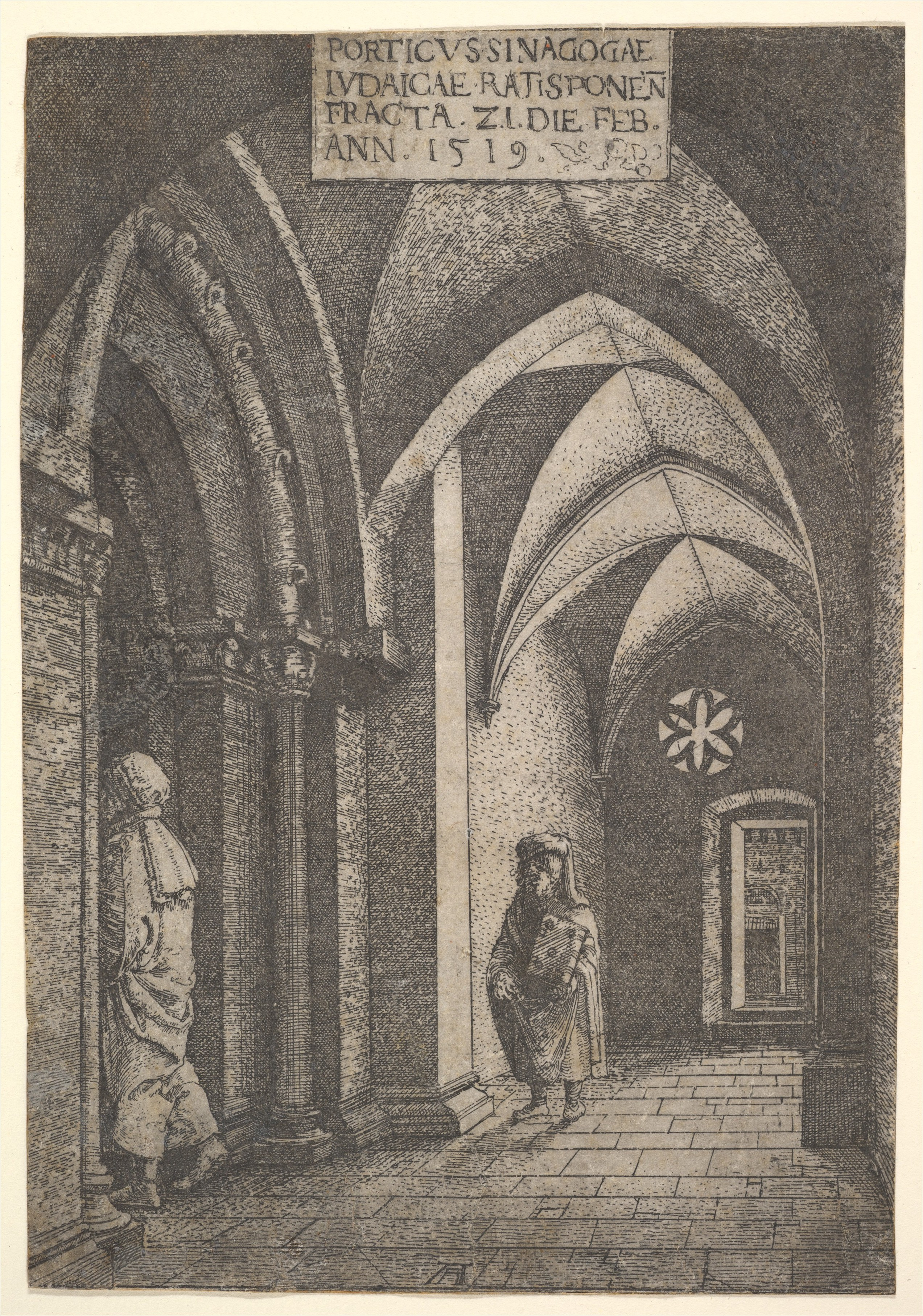
Eingangshalle der Regensburger Synagoge, 1519
Radierung von Albrecht Altdorfer

Die Geschichte der Juden in Regensburg reicht bis in das 10. Jahrhundert zurück. Heute (2022) zählt die jüdische Gemeinde zu Regensburg 996 Mitglieder.

## Mittelalter
Bereits um das Jahr 1000 bestand in Regensburg eine voll strukturierte Gemeinde; sie verfügte über eine Synagoge, eine Schule, ein Zivilgericht sowie in dem Waldstück Argle bei Großberg über einen Friedhof. Der Mönch Arnold von Vohburg berichtet von einem jüdisch-christlichen Dialog um 1130.

### Zentrum jüdischer Gelehrsamkeit
Um 1080 lebte in der Stadt der berühmte Rabbiner, Talmudgelehrte und Dichter Menachem ben Mekhir. Im Zusammenhang mit dem Ersten Kreuzzug wurde die Regensburger jüdische Gemeinde 1096 zwangsgetauft, durfte aber bereits im Jahr darauf aufgrund eines Privilegs Kaiser Heinrichs IV. zu ihrer ursprünglichen Religion zurückkehren. 1107 verpfändete der Bischof von Prag bei den Regensburger Juden kostbare Kirchenschätze. Etwa 1150 bis 1170 fand in der Stadt ein bedeutendes Rabbinatskollegium statt.
In Regensburg wirkten weiter die Talmud-Kommentatoren Rabbi Isak ben Mordechai (Ribam) und Rabbi Efraim ben Isaak („Efraim der Große“). Letzterer gilt als bedeutendster jüdischer Gelehrter seiner Zeit und leistete erhebliche Beiträge zur Weiterentwicklung der bis dahin von Frankreich dominierten Lehrtraditionen. Er versammelte Talmudschüler aus ganz Deutschland um sich und machte sich auch als Verfasser liturgischer Dichtungen einen Namen, von denen 32 erhalten geblieben sind.
1196 gründete Rabbi Jehuda ben Samuel he-Chasid („Jehuda der Fromme“) in Regensburg seine berühmte Jeschiwa, die die Stadt für einige Jahre zu einem Zentrum der jüdischen Theologie machen sollte. Unter anderem schrieb Jehuda dort sein „Buch der Frommen“. Jehuda gehörte zu den Chasside Aschkenas („die Frommen Deutschlands“), einer pietistisch ausgerichteten Bewegung. Weiter lebten in der Stadt die Gelehrten Rabbi Isaak ben Jakob ha-Laban und Baruch ben Isaak.
1180 reiste der Rabbi Petachjah ben Jakob ha-Laban von Regensburg aus über Polen, die Ukraine (Kiewer Rus) und den Vorderen Orient ins Heilige Land. Nach seiner Rückkehr über Griechenland (Byzantinisches Reich) und Böhmen veröffentlichte er den Reisebericht Sibbub („Rundreise“). Entgegen dem jüdischen Recht erteilte 1215 Abraham ben Mose einer Witwe die Erlaubnis zur Wiederverheiratung, obwohl der Leichnam ihres auf See vermissten Mannes nicht gefunden worden war.

### Der Synagogenbau
Anfang des 13. Jahrhunderts erwarb die Gemeinde von den Klöstern Emmeram und Obermünster mehrere Grundstücke.
1227 wurde die Synagoge fertiggestellt, nach Köln, Trier, Speyer und Worms erst die fünfte im Reich. Die Baumeister kamen von der Dombauhütte zu Reims und schrieben insofern Architekturgeschichte, als sie erstmals im gesamten Donauraum sowohl die Gotik als auch die zweischiffige Hallenkirche einführten. Die christliche Baukunst sollte sich in der Folgezeit in starkem Maße an der hier erstmals anzutreffenden neuen Formensprache orientieren. Einflüsse lassen sich etwa am Südportal von St. Ulrich oder im Kreuzgang von Kloster Emmeram nachweisen. Die Dominikanerkirche wie auch der Dom wurden wenige Jahrzehnte nach der Synagoge als erste Regensburger Kirchen vollständig im gotischen Stil erbaut. Die Synagoge bot über 300 Sitzplätze.
1. ↑   Zu den nicht belegten Aussagen im obigen Abschnitt des Wikipedia-Artikels gab es 2019 auf dem Regensburger Herbstsymposium zum Thema "Jüdisches Regensburg, Zeugnisse und Spuren im Stadtbild" einen längeren Redebeitrag, der dann später auch im zugehörigen Tagungsband publiziert wurde mit dem folgenden Text: "Man könnte meinen, dass sich in diesem Wikipedia-Eintrag der gegenwärtige Forschungsstand am ehesten widerspiegelt. Doch der Eintrag entpuppt sich wohl eher als Quintessenz eines konfusen Wissensstands aus Fachwissen, gefährlichem Halbwissen und souveränem Nichtwissen. Abgesehen von der etwas irreführenden Einleitung mit dem Grundstückserwerb (der bezieht sich wohl auf den Erwerb von Grundstücken von Kloster St. Emmeram für den Friedhof) muss besonders die Aussage hinterfragt werden, dass es sich bei der angeblich 1227 fertiggestellten Synagoge, nach Köln, Trier, Speyer und Worms erst um die fünfte im Reich gehandelt haben soll. Eine steile These - nicht was vorerst die Datierung 1227 angeht, da gibt es zumindest eine verlässliche Quelle, welche den Neubau einer Synagoge in den Jahren vor diesem Zeitpunkt erwähnt. Aber was wissen wir über weitere belegbare Synagogen aus der Zeit vor und um 1227? Es folgt eine Aufstellung der bekannten und vermuteten Synagogenstandorte im Kulturraum des aschkenasischen Judentums vor 1250, der auf Quellenbelegen und archäologischen Befunden zu Bauten basiert, die sich als Synagogen identifizieren lassen. Ergänzend können die Reiseberichte von Benjamin von Tudela aus den Jahren um 1160 verwendet werden. Damit lassen sich Synagogen in Worms, Mainz und Speyer identifizieren, die schon im 11. Jahrhundert bestanden.

Des Weiteren verfügte die Gemeinde zu dieser Zeit über eine Talmudhochschule, eine Schule, ein rabbinisches Gericht, ein Gemeindehaus, ein Hospital, ein Ritualbad sowie einen neuen Friedhof in der Nähe des Galgenbergs.

### Wirtschaftliche Bedeutung
Bereits für 1050 ist Handel jüdischer Kaufleute aus Regensburg mit Russland und Ungarn nachzuweisen. Später zogen sich die Regensburger Juden aufgrund vielfacher berufsständischer Beschränkungen verstärkt auf Bankgeschäfte sowie – seit dem von Kaiser Friedrich Barbarossa erlassenen Regensburger Judenprivileg von 1182 – auf den Handel mit Edelmetallen zurück.
Die Regensburger Juden betätigten sich in erheblichem Maße als Finanziers u. a. für Klöster, Adelige, Kaufleute, die Stadtkasse und sogar die Hanse. 1297 kaufte der Salzburger Bischof mit von Regensburger Juden geliehenem Geld die Grafschaft Gastein.
Die Berechtigung im damaligen Reich bzw. in der Stadt Regensburg leben zu dürfen, war an mehrfache Steuerleistungen gebunden. So musste u. a. eine „Reichsjudensteuer“ an den Kaiser gezahlt werden und auch Abgaben an den Bischof von Regensburg, an den bayerischen Herzog und an den Magistrat der Stadt geleistet werden. Im Laufe des 15. Jahrhunderts verarmte die jüdische Gemeinde so sehr, dass sie ihre Abgaben nicht mehr leisten konnte. Nach dem sogenannten Ritualmordprozess gegen Rabbi Israel Bruna von 1476 bis 1480 war die Gemeinde wirtschaftlich ruiniert und Rabbi Bruna verließ die Stadt Regensburg.

### Zunehmende Unterdrückung

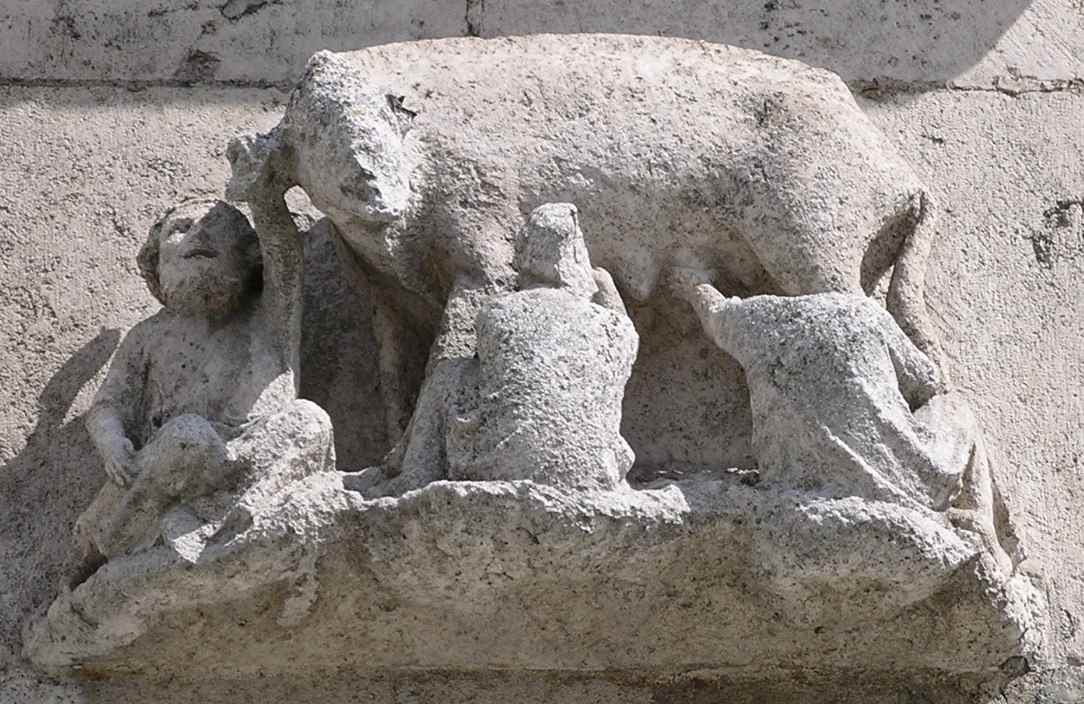
Judensau am Regensburger Dom

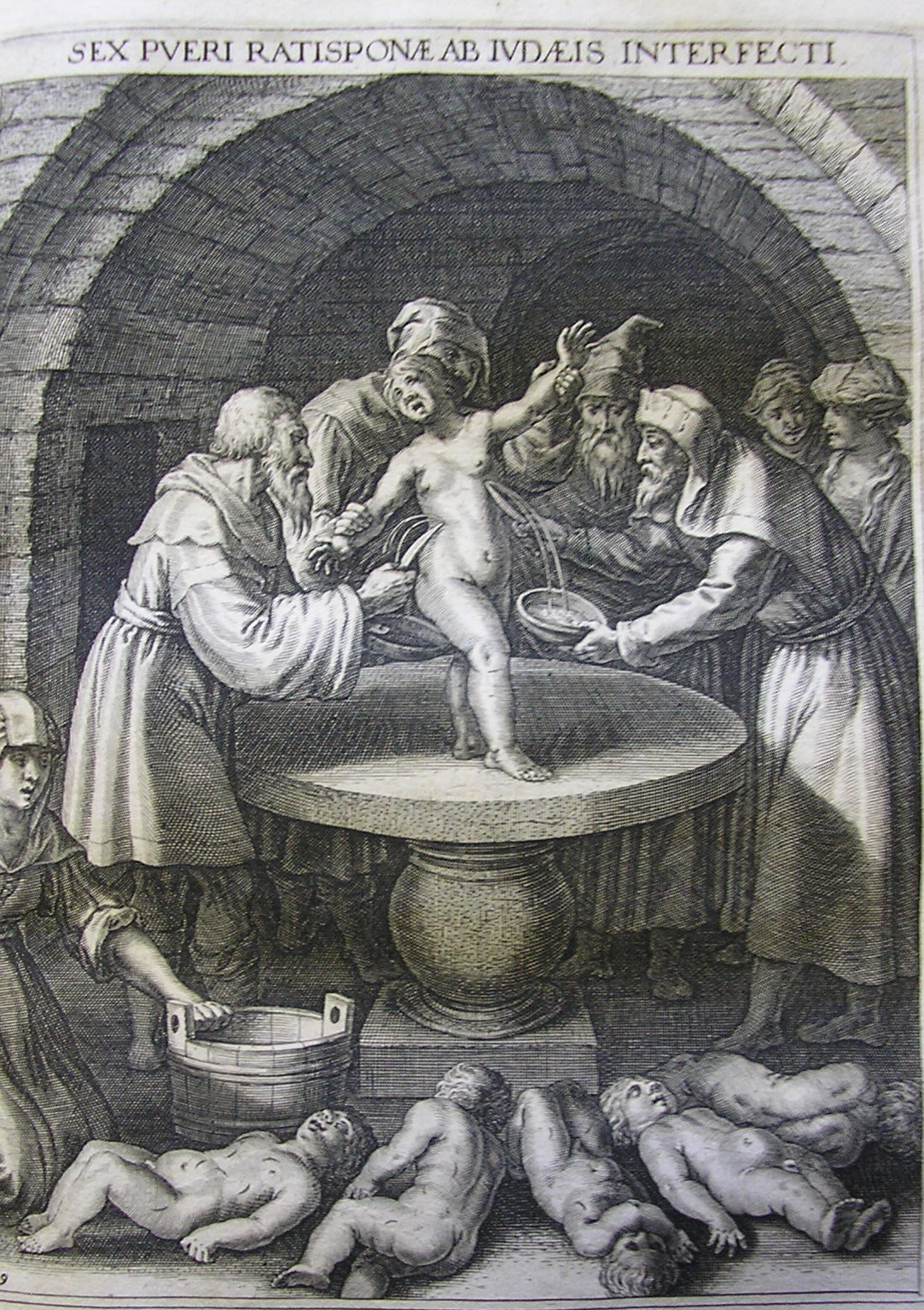
Propagandablatt mit dem Ritualmordvorwurf in Regensburg

Insbesondere infolge des Vierten Laterankonzils war es nach 1215 zunehmend zu Verfolgung und Unterdrückung der Regensburger Juden gekommen. Ihr Wohnrecht wurde auf das von einer Mauer umgebene Gebiet des heutigen Neupfarrplatzes beschränkt. In diesem Judenviertel gab es 40 Wohneinheiten. Als Bekleidung war eine spezielle Judentracht vorgeschrieben. 1233 wurden Kontakte zwischen Christen und Juden sowie Religionsgespräche verboten; in der Karwoche durften sich Juden in der Öffentlichkeit nicht mehr zeigen. Berthold von Regensburg warf den Juden Wucher vor; Zeugnis vom wachsenden Antijudaismus legt auch die „Judensau“ ab, eine mittelalterliche Skulptur am Regensburger Dom.
Von den im 14. Jahrhundert weite Teile Bayerns erschütternden Pogromen blieb die Gemeinde in der freien Reichsstadt Regensburg aber weitgehend verschont. Das hing nicht zuletzt mit der in der Stadt von Seiten der christlichen Mitbürger anfangs gezeigten Solidarität zusammen. In der Folgezeit suchten auch überlebende Juden aus Augsburg, Nürnberg und Österreich in Regensburg Schutz.
In der zweiten Hälfte des 15. Jahrhunderts kam es dann aber auch in Regensburg zu einem Stimmungsumschwung, wozu auch Buß- und Bekehrungsprediger wie Johannes von Capistrano und Petrus Nigri beitrugen. Letzterer predigte 1474 in Gegenwart des Bischofs sieben Mal drei Stunden vor zwangsweise vorgeladenen Juden – freilich ohne sie zur Konversion bewegen zu können. Insbesondere wurden auch wieder die traditionell üblichen Vorwürfe des Giftmischens sowie des Ritualmordes an Christenkindern verstärkt erhoben. Bereits 1474 klagte man den überregional bekannten Talmudisten Rabbi Israel Bruna wegen eines angeblichen Ritualmordes an. Aus der daraus resultierenden Haft wurde er erst nach einer Intervention des Kaisers entlassen. 1470 wurde der Kantor Kalman wegen angeblicher Schmähung Christi und Mariae zum Tode verurteilt, 1474 der Jude Mosse auf den Scheiterhaufen geschickt.
Im März 1476 wurden sechs prominente Mitglieder der jüdischen Gemeinde von der Stadt Regensburg angeklagt, sechs Christenkinder rituell ermordet zu haben. Das jüdische Viertel wurde abgesperrt und der Besitz inventarisiert. Kurze Zeit später wurden elf weitere Juden mit den gleichen Beschuldigungen in die so bezeichnete „Schutzhaft“ genommen. Der sogenannte Ritualmordprozess stand in engem Zusammenhang mit dem Trienter Ritualmordprozess (1475–1478), der sich seinerseits auf die o. g. Beschuldigungen gegen Rabbi Israel Bruna (1474) bezog. Freigelassen wurden die Siebzehn erst 1480 nach heftiger Intervention von Kaiser Friedrich III. und der bayerischen Rabbinersynode in Nürnberg. Obwohl kein Urteil gesprochen wurde, erzwangen die städtischen Ankläger die Zusicherung der Freigelassenen und ihrer Nachfahren, keine Rache für den durch die Haft erlittenen wirtschaftlichen Ruin zu nehmen. An der Unschuld der Angeklagten, so der Fachhistoriker Peter Herde, „kann kein Zweifel“ bestehen. Der Kaiser verhängte eine Buße von 8000 Gulden über die Stadt wegen des Vergehens gegen die Juden, die unter seinem Schutz standen. Er gestand der Stadt Regensburg aber 1479 zu, dass die Juden die Strafe selbst aufbringen sollten. Weder die jüdische Gemeinde noch die Stadt Regensburg konnten das Geld aufbringen, so dass diese Finanzfragen lange Zeit offen blieben und erst nach der Vertreibung der Juden 1519 auf dem Reichstag in Worms 1521 in den Verhandlungen zur Begleichung aller Altschulden mit dem kaiserlichen Reichshauptmann Thomas Fuchs von Wallburg geklärt wurden.

Einen weiteren Schub erlebte die religiös motivierte Judenfeindlichkeit in Regensburg, als 1516 der bekennende Antisemit Balthasar Hubmaier zum Domprediger bestellt wurde und man die Ritualmordbeschuldigungen erneut erhob.

## Neuzeit

### Vertreibung 1519

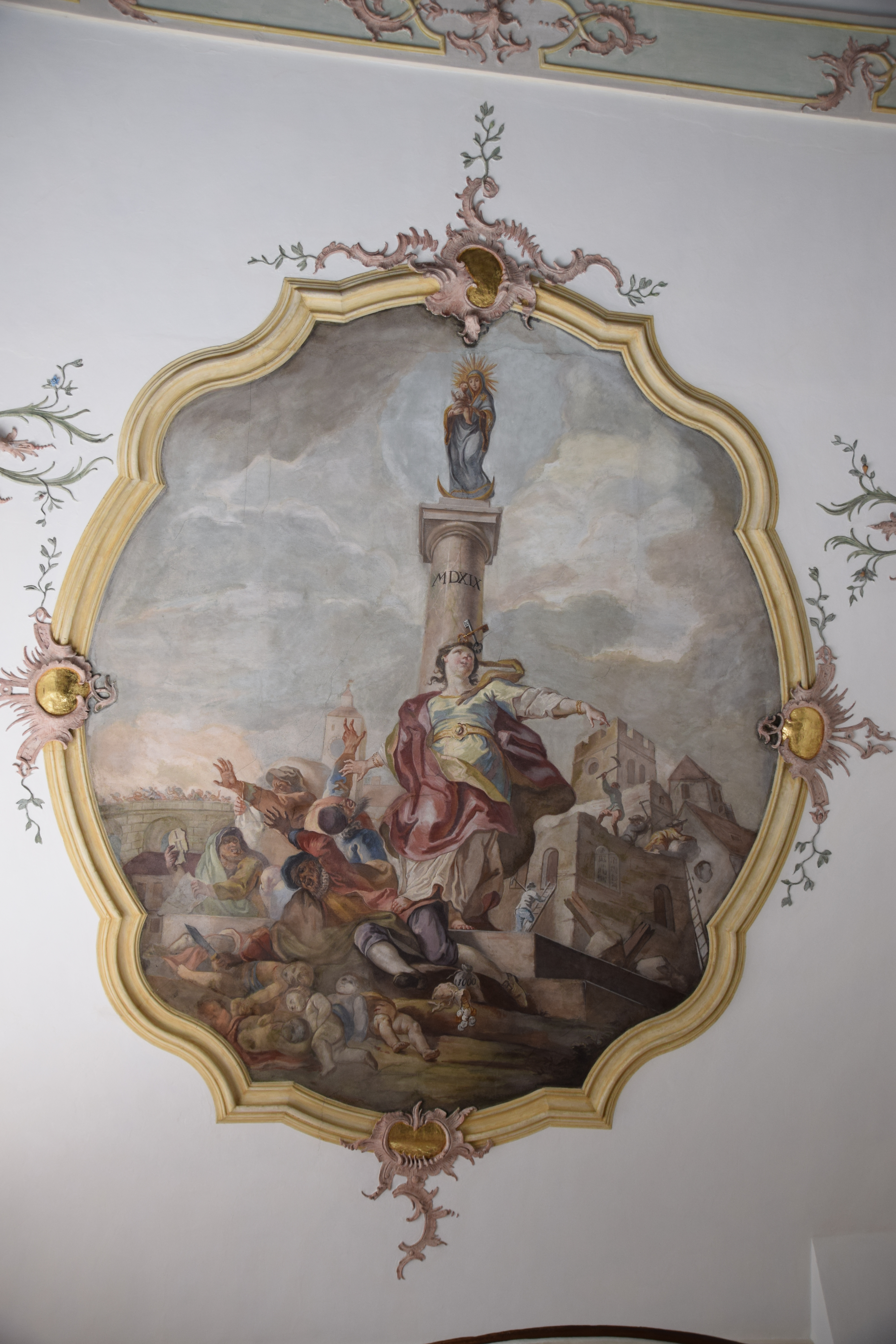
Vertreibung der Juden aus Regensburg und Wallfahrt zur Schönen Madonna, Deckenfresko in der Kassianskirche

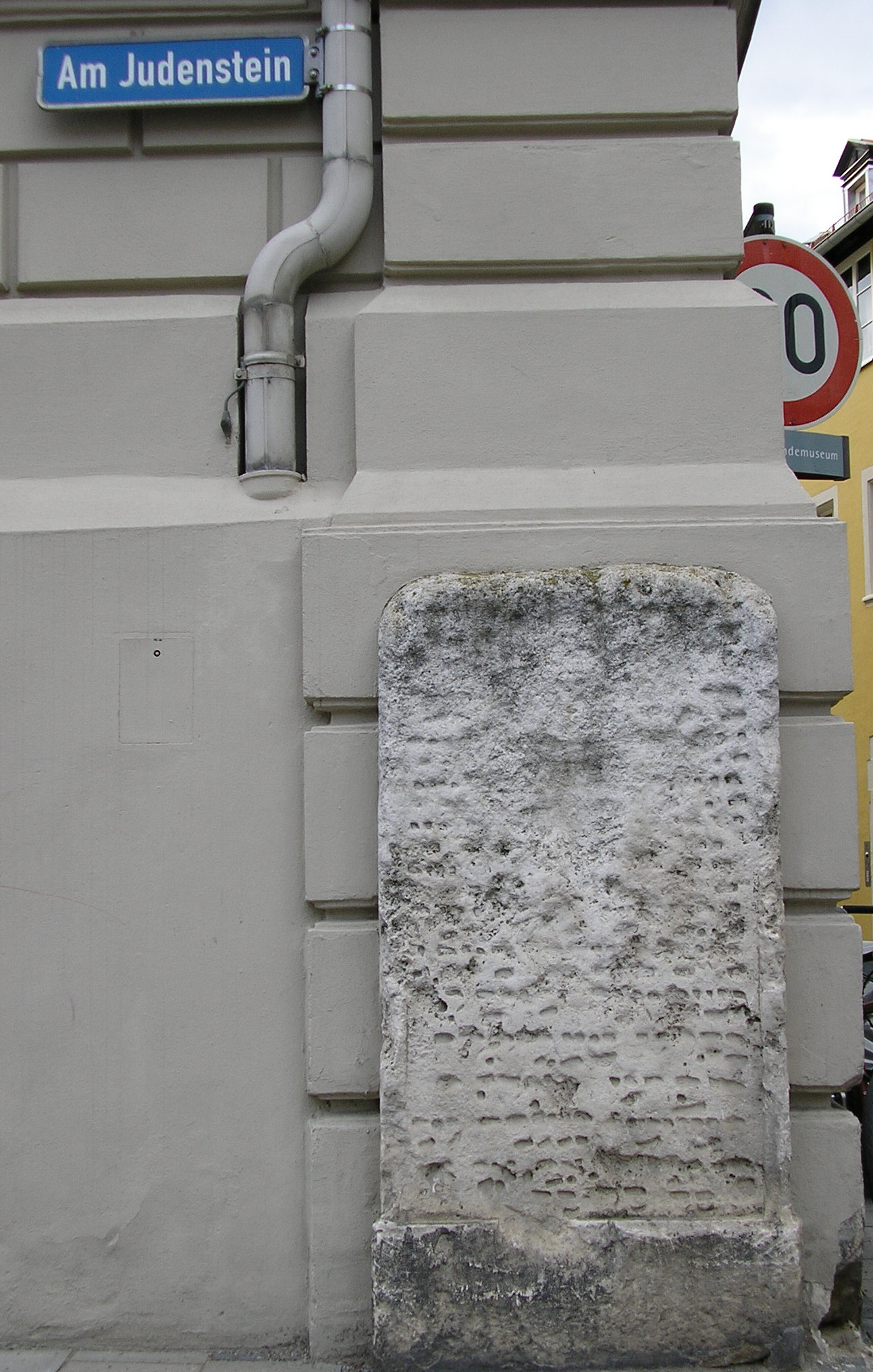
Jüdischer Grabstein an der Realschule Am Judenstein

Nach zwei vergeblichen Anträgen beim Kaiser, die Ausweisung der Juden zu erlauben, nutzte der Rat der Stadt Regensburg das nach dem Tod von Kaiser Maximilian I. am 12. Januar 1519 entstandene Macht-Vakuum und ließ der jüdischen Gemeinde am 21. Februar den Beschluss zur Räumung der Synagoge und zur Ausweisung der Juden überbringen. Überbringer des Beschlusses, der schon am 6. Februar gefallen war, war der kaiserliche Reichshauptmann Thomas Fuchs von Wallburg, der bei der Beschlussfassung gar nicht selbst anwesend war, aber die Absichten der Stadt gefördert hatte. Seine Rolle bei der Vertreibung der Juden war zwielichtig. Dafür spricht auch, dass sich sein Name auf der Bodenplatte der an Stelle der Synagoge neu errichteten Wallfahrtskapelle eingraviert findet.
Innerhalb von zwei Wochen mussten die Juden die Stadt verlassen. Bei der Vertreibung verloren zwei „Kindbetterinnen“ ihr Leben. Einige der ausgewiesenen Juden fanden Zuflucht in den damals nicht zu Regensburg gehörenden, heutigen Stadtteilen Stadtamhof und Sallern, wo Juden schon vor 1210 in einem Emmeramer Waldbesitz Grabstätten errichtet hatten. Dort bekamen sie sogar vom ihnen nicht feindlich gesonnenen Hofmarksherrn Heinrich Alberger Wohnhäuser zugewiesen. Aber auch von dort wurden sie 1555 bzw. 1577 wieder vertrieben, veranlasst vom Hofmarktsherrn Leubelfing zum  Hauzenstein	
. Ein großer Teil der Vertriebenen zog dann weiter nach Polen und nach Tirol.
Unter der Delegation der Ratsherren, die den Juden die Ausweisung angeordnet hatten, befand sich auch der Künstler Albrecht Altdorfer. Altdorfers oben gezeigte Radierungen entstanden kurz vor der Vertreibung. Darüber hinaus produzierte er Gemälde, Wallfahrtsabzeichen und bot wahrscheinlich noch während des Abbruchs der Synagoge Grafiken als Andenken feil. Das jüdische Viertel wurde samt Synagoge und Schule zerstört, Pfänder beschlagnahmt, kostbare Pergament-Handschriften als Einbindematerial für Akten und Bücher missbraucht.
Der mittelalterliche jüdische Friedhof, gelegen auf dem Gelände der Emmeramer Breiten außerhalb des Stadtgebiets, vor dem heutigen Peterstor, wurde völlig zerstört und geschändet. Die über 4000 Grabsteine, die der Archivar Carl Theodor Gemeiner in einem Bericht über den mittelalterlichen „jüdischen Totenacker“ erwähnt, wurden geraubt und meist als Baumaterial zweckentfremdet. Teilweise wurden die Grabsteine aber auch von Regensburger Bürgern mit Billigung des Rates als sichtbare makabre Trophäen des „Sieges“ über die Juden in Hauswände eingemauert. Heute sind noch ca. 60 dieser „Judensteine“ auffindbar. Seit Anfang des 17. Jahrhunderts ist in Regensburg der Straßenname „Am Judenstein“ belegt. Der Name geht zurück auf einen im Erdboden verankerten übergroßen Grabstein, der um 1928 beim Bau der naheliegenden Kirche entfernt wurde. Bei dem weithin bekannten und hier abgebildeten Grabstein, der derzeit an der Außenmauer der „Realschule am Judenstein“ angebracht ist, handelt es sich jedoch um einen kleineren Stein, dessen Inschrift mit Mörtel überschmiert bzw. mit pseudohebräischen Zeichen verunstaltet wurde.
Nur kurze Zeit nach der Vertreibung der Juden entstand auf dem Platz des ehemaligen jüdischen Viertels die spätere Wallfahrt zur Schönen Maria, an deren Entstehung und Propagierung der charismatische Domprediger Balthasar Hubmaier großen Anteil hatte. Hubmaier hielt am 25. März 1519 die erste Predigt, und sein Name wurde im Grundstein der steinernen Wallfahrtskirche. der am 9. September desselben Jahres gelegt wurde, festgehalten. Über die Einnahmen aus der Wallfahrt entstand ein Rechtsstreit zwischen dem Bischof Johann und dem Rat der Stadt. Als Gründe für die als Rechtsbruch zu bezeichnende Vertreibung der jüdischen Bevölkerung führt der Historiker Peter Herde neben den in der Bevölkerung grassierenden „Juden-Hass, den die Geistlichkeit durch religiöse und wirtschaftliche Argumente noch verstärkte“, den Umstand an, „daß sich die Steuerkraft der Juden als Folge ihrer Verarmung stark vermindert hatte. Hinzu kam wohl auch die Hoffnung der Stadtbevölkerung, mit Hilfe der mobilen und immobilen Habe der Juden die katastrophale Finanzlage der Stadt zu verbessern.“

### Erste Wieder-Ansiedlungen im 17. Jahrhundert
1519 im Jahr der Vertreibung der Juden aus Regensburg wurde der König von Spanien als Karl V. zum römisch-deutschen König gewählt und 1530 als Kaiser Karl V. zum Kaiser gekrönt. Wie sein Vorgänger verstand sich auch der neue Kaiser als Schutzherr der Juden und wollte sich wie bisher auch sein Vorgänger, den Schutz der Juden durch eine Abgabe der Juden bezahlen lassen. Weil das aber nach der Vertreibung der Juden aus Regensburg gar nicht mehr möglich war, ließ der Kaiser für die Stadt Regensburg ein neues Verfahren einführen. Mit dem sog. „privilegium de non recipiendis Judaeis“ bekam der Magistrat der Stadt vom Kaiser das Recht, zukünftig keine Juden im Stadtgebiet dulden zu müssen. Als Gegenleistung musste die Stadt eine Ablösesumme an den Kaiser zahlen in Höhe der ehemaligen, nun nicht mehr erhältlichen Schutz-Abgaben der Juden (Judentaxen). Dieses Verfahren erwies sich aber im Sonderfall der Reichsstadt Regensburg als sehr kompliziert, weil sich bald zeigte, dass nach 1594 sehr viele Reichstage in Regensburg stattfanden. Für die Versorgung der fürstlichen Teilnehmer am Reichstag und auch für die Versorgung ihrer Gesandten mit Lebensmitteln war der jeweils regierende Reichserbmarschall aus dem Adelsgeschlecht Pappenheim zuständig. Er hatte die Beschaffung und den Transport der Lebensmittel einigen von ihm ausgesuchten Juden überlassen. Sie durften sich deshalb in Regensburg aufhalten und standen dort während ihres Aufenthalts unter seinem Schutz, was er sich von ihnen bezahlen ließ. Als sich nach 1594 der Reichstag nicht mehr auflöste und sich zum Immerwährenden Reichstag entwickelte, nahmen auch weitere Juden einen Daueraufenthalt in Regensburg und zahlten dafür Schutzgeld an den Reichserbmarschall Pappenheim. Daraufhin kam es zunächst erneut zu Auseinandersetzungen mit dem Magistrat der Stadt, der weiterhin auf seinem Privileg der Judenfreiheit bestand und deshalb die dauerhafte Ansiedlung von Juden verhindern, zumindest aber niedrig halten wollte. Als die Anzahl der Juden weiter anwuchs wurde 1715 vereinbart, die Anzahl der erlaubten ständig in der Stadt anwesenden Judenfamilien auf 4 Familien zu begrenzen. Dennoch vermehrte sich die Anzahl der Juden weiter auf 86 Personen im Jahr 1777 und auf 110 Personen am Beginn des 19. Jahrhunderts. Zusätzlich standen nach 1748 auch einige Juden als Hofagenten und Hoffaktoren mit kaufmännischen und finanziellen Aufgaben unter dem Schutz des kaiserlichen Prinzipalkommissars Fürst von Thurn und Taxis. Unter ihnen waren Angehörige der jüdischen Familien Wertheimer, Elkan und Wassermann. In den Übergangsjahren zum 19. Jahrhundert wurde sogar ein städtisches Grundstück, der sogenannte Schereracker, vom jüdischen Bankier Philipp Reichenberger aufgekauft. Auch er war Hoffaktor der Fürsten von Thurn und Taxis und ließ auf dem von ihm erworbenen Grundstück zwischen 1804 und 1806 das Grundgebäude des heutigen Dörnbergpalais erbauen.

### 17. und 18.Jahrhundert, Wiederbelebung der jüdischen Gemeinde
Wie geschildert hatte die Wieder-Ansiedelung von Juden in Regensburg unter sehr besonderen und unterschiedlichen Rahmenbedingungen mit Beginn des 17. Jahrhunderts. begonnen. Ansätze zu einem religiösen jüdischen Leben in Regensburg sind in geringem Umfang und unter besonderen Rahmenbedingungen erst ab 1669 nachzuweisen, nachdem sich der Immerwährende Reichstag in Regensburg etabliert hatte. Damals wirkte der Rabbi Isaak Alexander in Regensburg, der erste Jude, der philosophische Werke auf Deutsch veröffentlichte. Als notwendige Kultusbeamte gab es in der jüdischen Gemeinde aber bereits Rabbiner, Vorsänger und Schächter.
iAls Versammlungs- und Betstätte diente der Gemeinde 140 Jahre lang ein Haus in der Straße Hinter der Grieb (ehemals Haus-Nr. 5) Die Bewältigung des normalen Lebens blieb aber weiterhin schwierig, denn als Berufe waren nur erlaubt der Geldverleih gegen Pfand und der private Kleinhandel mit Juwelen und Edelmetallen. Private Handelsgeschäfte blieben bis zum Ende 18. Jahrhunderts verboten und wurden erst dann vereinzelt stillschweigend geduldet mit Billigung des Erzmarschalls, des Kurfürsten von Sachsen.
Ein eigener Friedhof wurde der Gemeinde aber noch nicht erlaubt und deshalb mussten die Verstorbenen zum Begräbnis bis nach Pappenheim, Fürth oder Schnaittach verbracht werden.

### 19. Jahrhundert, Dalberg-Zeit
Nach der Auflösung des Heiligen Römischen Reichs und der Bildung des Fürstentums Regensburg unter dem Landesherren Karl Theodor von Dalberg traten die Pappenheimer unter Karl Theodor von Pappenheim ihre Schutz-Rechte über die Regensburger Schutz-Judenschaft (ca. 110 Personen) gegen eine erhebliche finanzielle Entschädigung an den neuen Landesherrn Karl Theodor von Dalberg ab. Dalberg wurde damit zum neuen Schutzherrn der Regensburger Schutzjuden und zum Empfänger des von den Juden gezahlten Schutzgeldes. Mit dem Ende der bisherigen Reichstage in Regensburg und mit dem Wegzug der Gesandten und ihrer Familien hatten die ca. 110 Schutz-Juden aber auch ihre bisherige Einnahmequelle aus der Versorgung der Gesandtenfamilien mit Lebensmitteln verloren und mussten nun nach neuen Erwerbsmöglichkeiten suchen. Ihre Vorstellungen zur Entwicklung eines Handels stießen aber auf den Widerstand der Regensburger Kaufleute, die den Juden die Handelsgeschäfte nicht überlassen wollten. Die Juden erhofften sich jedoch vom aufgeklärten und toleranten neuen Landesherrn Dalberg, der bereits den von den Juden beim Passieren der Stadtgrenze zu entrichtenden Leibzoll abgeschafft hatte, auch veranlassen zu können, den Juden das allgemeine Bürgerrecht zuzugestehen, die volle bürgerliche Gleichberechtigung zu erreichen und damit auch das Recht zur Ausübung aller Berufe, besonders den Beruf als Großhändler. Wegen heftiger Gegenwehr der nichtjüdischen Händler in Regensburg war der Landesherr Dalberg aber nur zu begrenzten Zugeständnissen bereit. Er verlieh nur drei potenten jüdischen Familien ein beschränktes Recht zum Großhandel, verbunden mit einer jährlich zu zahlenden Vermögenssteuer. Den anderen jüdischen Familien wurde nur der herkömmliche Judenhandel erlaubt, der sogenannte Schacherhandel mit alten Bekleidungen, Juwelen und Edelmetallen, sowie Geldwechselgeschäfte. Daraufhin lehnte die Judengemeinde die jährliche Zahlung einer Vermögenssteuer ab.
In den folgenden Monaten des beginnenden 19. Jahrhunderts konnten die weiterhin vorhandenen grundlegenden Fragen und Probleme zur bürgerlichen Gleichstellung und zur Berufsausübung der Juden nicht gelöst werden, denn schon im April 1809 kam es als Folge der Schlacht bei Regensburg zu kriegerischen Ereignissen mit starken Zerstörungen im Stadtgebiet von Regensburg. Die rechtliche Stellung der Juden in Regensburg blieb deshalb zunächst ungeklärt. Sie wurde erst geklärt nach der Auflösung des Heiligen Römischen Reiches und nach dem Anschluss des Fürstentums Regensburg, als dem Nachfolger der freien Reichsstadt Regensburg, an das neu entstandene Königreich Bayern unter König Maximilian I.
Als der erste bayerische König erließ Maximilian I. am 10. Juni 1813 das Bayerische Judenedikt, von ihm genannt: „das Edikt, die Verhältnisse der jüdischen Glaubensgenossen im Königreich Bayern betreffend“ das dann bis 1861 unverändert gültig blieb.

### 19. Jahrhundert, Königreich Bayern und Judenedikt

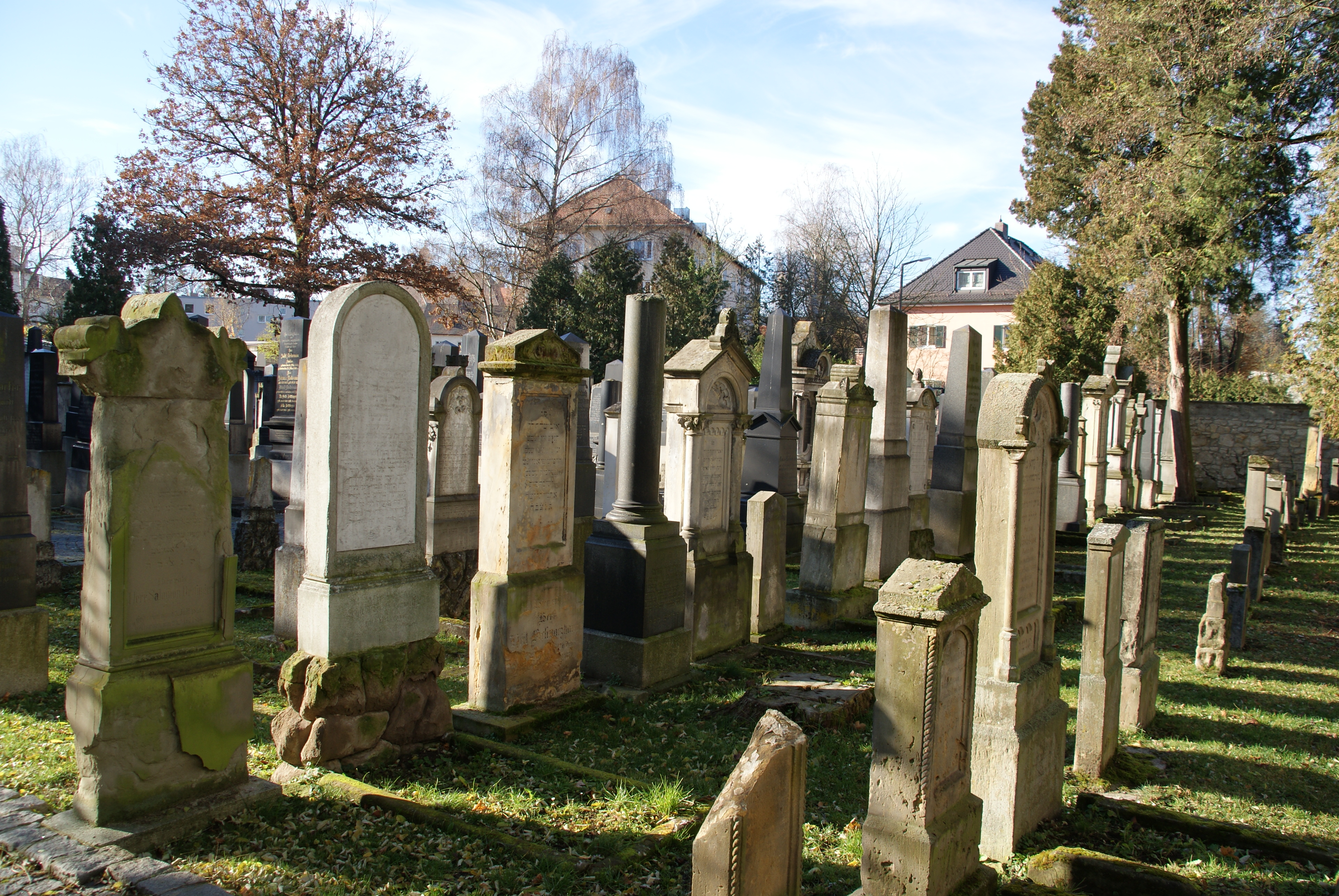
Judenfriedhof an der Schillerstraße

1813 wurde im neu entstandenen Königreich Bayern die rechtliche Stellung der Juden im Königreich Bayern und damit auch in der nun bayerischen Stadt Regensburg mit dem Erlass des Bayerischen Judenedikts neu geregelt. Laut Präambel des Edikts war es mit Zusicherung der freien Religionsausübung und Verleihung der bayerischen Staatsbürgerschaft das primäre staatspolitische Ziel des Judenedikts, die Rechtsstellung der jüdischen Bürger in den verschiedenen Landesteilen des neuen Königreichs zu vereinheitlichen und die neuen jüdischen Bürger in den Staat so einzubinden, dass die Wohlfahrt des Staates beständig und gesichert bleibt. Charakteristisch für das Juden-Edikt war es, dass die Aussagen der einzelnen Bestimmungen im Edikt einerseits Zugeständnisse für Juden beinhalteten, daneben aber auch Beschränkungen enthielten wie z. B. Zuwanderungsverbote von Juden aus anderen Regionen. Damit zeigte sich, dass sich der Rechtsstatus der Juden weiterhin vom Rechtsstatus der Nichtjuden unterschied. Der Nutzen für beide Seiten sollte durch die Vermeidung von Konflikten entstehen und das sollte dadurch erreicht werden, dass die Gesamtzahl der im Königreich Bayern lebenden Juden zahlenmäßig begrenzt und dauerhaft festgelegt wurde. Dafür mussten in Bayern in den Dörfern und Städten des Königreichs in örtlichen  Verzeichnissen die jüdischen Familien mit Matrikelnummern gekennzeichnet und die Familienmitglieder zahlenmäßig erfasst werden. (In Regensburg gab es 16–18 Matrikelnummern für jüdische Familienväter, die damit 95–100 jüdische Personen vertraten, die das Gemeindebürgerrecht und das aktive Landtagswahlrecht hatten.)
Schon bei der örtlichen Erfassung der Juden hatte sich gezeigt, dass in einigen Orten die Anzahl der Juden nicht erhöht werden durfte oder sogar durch Verbot von Zuwanderung oder Verbot von Heirat vermindert werden musste. Der jeweilige jüdische Familienvater erhielt eine Matrikelnummer, musste einen festen Familiennamen annehmen und einen Untertanen-Eid ablegen. Da die Anzahl der Matrikelnummern beschränkt war, konnte z. B. nach dem Tod des Vaters nur einer der Söhne eine neue Familie gründen, während weitere Söhne anderswo eine Familie gründen mussten. Ausnahmen für die Überschreitung der in der Matrikelnummer festgelegten Anzahl wurden vom Ministerium des Inneren (nach 1818 von den örtlichen Magistraten) nur dann erlaubt, wenn z. B. Söhne nach der Meisterprüfung ein Handwerk ausübten oder ein Handelsunternehmen oder Fabriken gegründet hatten, oder wenn sie eine Familie durch selbst betriebene Landwirtschaft ernähren konnten. Diese Verordnungen lassen erkennen, dass man die Juden von ihren herkömmlichen, meist als unzulänglichen empfundenen Geschäften und Erwerbsarten abbringen wollte, auch deshalb weil diese Geschäfte als gemeinschädlich angesehen wurden, und die gewünschte Integration der Juden erschwerten. Erwünscht war die Aufnahme von Handelsgeschäften aller Arten, jedoch nur mit ordentlicher Buchführung in deutscher Sprache.
Vorgeschrieben wurde den Juden die Auflösung von bisherigen jüdischen Körperschaften mit Selbstverwaltung und eigener Gesetzgebung. Stattdessen sollte es zur Regel werden, dass sich die Juden den bereits bestehenden politischen Stadt- und Landgemeinden anschließen. Die jüdischen schulpflichtigen Kinder konnten alle öffentlichen Schulen besuchen, auch die höheren Schulen. Der Besuch von Privatschulen war ebenfalls möglich, wenn die Lehrer staatlich ausgebildet waren.
Für mindestens 50 jüdische Familien konnte eine kirchliche Gemeinde mit einer Synagoge, einem Rabbiner und einer Begräbnisstätte gebildet werden.
Im Jahr 1811, kurz vor Erlass des Judenedikts, gab es in der Regensburger Judengemeinde 16 unter Schutz stehende Familien mit 108 Mitgliedern und 9 unbeschützte Familien mit 19 Mitgliedern, insgesamt 127 Juden. Entsprechend der Zahl der Schutzjuden wurde in Regensburg die Matrikelzahl festgelegt auf 17, eine Zahl, die bis 1861 nicht erhöht wurde.

1822 wurde der noch heute bestehende alte jüdische Friedhof am Westende des  Stadtparks, angelegt. 1832 folgte die Errichtung einer jüdischen Volksschule, 1841 die Einweihung eines Betsaals in der Unteren Bachgasse. In den zehn Jahren vor der Gründung des Deutschen Kaiserreichs im Jahr 1871 verdreifachte sich die Mitgliederzahl der jüdischen Gemeinde in Regensburg von 150 auf 430; das Stadtrabbinat wurde zum Distriktsrabbinat erhoben.

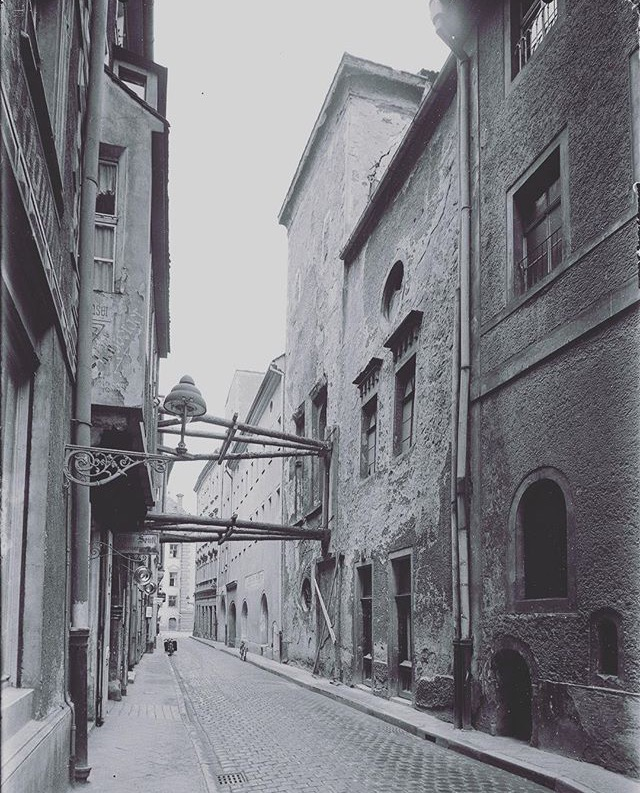
Regensburger Synagoge (1841–1907), abgebrochen 1938

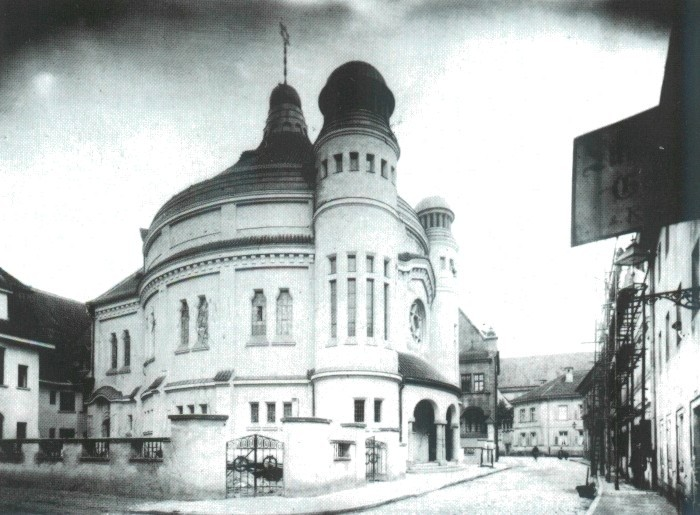
Regensburger Synagoge (1912–1938) nach Plänen von Joseph Koch

Nach der 1907 erfolgten Schließung des Betsaals in der Unteren Bachgasse wegen Einsturzgefahr errichtete man an der Schäffnerstraße (heute: Brixener Hof) eine Neue Synagoge im neoromanischen Stil. Der 1912 eingeweihte Bau bot 290 Männern und 180 Frauen Platz. Angeschlossen war ein Gemeindehaus mit Betsaal, eine jüdische Volkshochschule, ein Sitzungssaal, ein Ritualbad sowie Wohnungen für Kantor, Kultusdiener und Hausmeister. Zeugnis vom Gemeindeleben legten nicht zuletzt die zahlreichen jüdischen Vereine ab, zu denen neben dem Verein für jüdische Geschichte und Literatur und dem Talmudkreis auch je ein Frauen- und Jugendverein, einer Ortsgruppe des Sportvereins Makkabi, mehrere Fürsorgeorganisationen sowie eine Sektion des Reichsbunds jüdischer Frontsoldaten gehörten. Im Ersten Weltkrieg fielen elf jüdische Regensburger. 1926 wurde der jüdische Friedhof erweitert. Innerhalb der Gemeinde kam es zu Spannungen zwischen den Vertretern eines liberalen und eines eher orthodoxen Judentums, die beide etwa gleich stark waren.
Die Geschichte der Juden Bayerns, insbesondere in Regensburg, erforschte ab 1927 im Auftrag des Verbandes Bayrischer Israelitischer Gemeinden der Historiker Raphael Straus (1887–1947), der 1933 emigrierte. Von ihm stammen die Werke Die Judengemeinde Regensburg im ausgehenden Mittelalter (Heidelberg 1932) und Regensburg and Augsburg (Philadelphia 1939, englisch). Straus’ Urkunden und Aktenstücke zur Geschichte der Juden in Regensburg 1453–1738 wurde erst 1960 postum erneut veröffentlicht, nachdem die gesamte Erstauflage der Bücherverbrennung zum Opfer gefallen war.

### Zeit des Nationalsozialismus
Im Zeichen des Aufstiegs des Nationalsozialismus kam es bereits 1924 und 1927 zu ersten Schändungen des neuen Judenfriedhofs. SA-Schlägertrupps zerstörten jüdische Geschäfte und bedrohten deren Kunden – in besonders spektakulärer Weise am 29. März 1933, als mit Maschinengewehr bewaffnete SA-Männer den Zugang zu dem in jüdischem Eigentum befindlichen Kaufhaus Merkur blockierten. Im Zuge des „Judenboykotts“ im April 1933 wurden 107 Regensburger Juden inhaftiert. 1934 durften Juden nicht mehr am Städtischen Markt handeln, 1936 nicht mehr im Städtischen Schlachthaus. Insgesamt glückte 233 Personen die Emigration.
Im Zuge der Novemberpogrome 1938 wurde die Synagoge in der Schäffnerstraße planmäßig niedergebrannt und zerstört. An der Zerstörung waren weit über 100 Schüler des Nationalsozialistisches Kraftfahrkorps-Ausbildungsstätte (NSKK) beteiligt. Gegen 1:20 Uhr des 10. November stürzte die Kuppel ein; gegen 2:30 Uhr war die Synagoge ausgebrannt. Die herbeigerufene Feuerwehr bekam vom persönlich anwesenden Oberbürgermeister Otto Schottenheim die strikte Anweisung, nur die umliegenden Gebäude zu schützen. Schottenheim verhinderte damit mögliche Löscharbeiten an der Synagoge. SS und SA verwüsteten jüdische Geschäfte und hielten die jüdische Bevölkerung auf den Polizeirevieren am Minoritenweg und am Jakobstor fest oder schikanierten sie in vielfältiger Weise auf dem Gelände der Motorsportschule des NSKK an der Irler Höhe. Gegen 11:00 Uhr trieben die Nazis Regensburger Juden in einem „Schandmarsch“ durch die Maximilianstraße, wobei diese von Passanten geschlagen, bespuckt oder mit Steinen beworfen wurden. Nachdem um 12:00 Uhr der Zug beendet war, brachte ein Bus etwa 21 jüdische Männer in das KZ Dachau, wo sie bis zu sechs Wochen festgehalten wurden.
Noch am 10. November ordnete der Regensburger Oberbürgermeister den Abbruch der ausgebrannten Synagoge an. Die Kosten des Abbruchs musste die jüdische Gemeinde tragen. Die aus dem ursprünglich katholisch-liberalen Regensburger Anzeiger erzwungenermaßen entstandene Nazizeitung „Bayerischer Anzeiger“ feierte den Abbruch der Synagoge als Beseitigung eines „Schandmals(s) im Herzen der Stadt“. Die Regensburger Juden wurden systematisch enteignet. Am 25. November 1940 wurde das Grundstück der Synagoge unter der Federführung des Zweiten Bürgermeisters, Hans Herrmann, von der Stadt Regensburg für 29.840 RM erworben und bald darauf mit Gewinn an die Volksbank Regensburg weiterverkauft. Bereits im Oktober 1938 wurde das Gebäude in der Unteren Bachgasse 5, das von 1841 bis 1907 als Synagoge genutzt wurde, auf staatliche Anordnung hin – trotz der Proteste des Eigentümers und des Landesamts für Denkmalpflege – abgerissen. Die letzten jüdischen Geschäfte und Wohnhäuser wurden „arisiert“.
Ab 1940 wurde die jüdische Bevölkerung zum Tragen des Judensterns verpflichtet. Sie durfte nur noch in zwei Geschäften einkaufen, und auch dies nur noch zwischen 13:00 und 14:00 Uhr. Weitere Schikanen bestanden im Verbot von Radios oder des Erwerbs von Haustieren.
Am 2. April 1942 wurden 106 Regensburger Juden vom Platz der zerstörten Synagoge aus ins Durchgangslager Piaski bei Lublin deportiert und schließlich allesamt in den Vernichtungslagern von Belzec und Sobibor ermordet. Am 15. Juli wurde eine weitere Familie nach Auschwitz deportiert. Nach Räumung des Altersheims an der Weißenburgstraße 31 am 23. September 1942 wurden weitere 39 jüdische Bürger in das Ghetto Theresienstadt verschleppt. Am 15. Februar 1945 wurden die letzten zehn Regensburger Juden, die in „Mischehe“ mit christlichen Partnern lebten, nach Theresienstadt deportiert. Sie allein blieben am Leben. Insgesamt wurden in der Zeit des Nationalsozialismus ca. 250 der aus Regensburg deportierten Juden ermordet.

### Nachkriegszeit
Nach der Befreiung der Konzentrationslager durch die Verbände der Alliierten Anfang 1945 trafen zahlreiche Überlebende in Regensburg ein. Wegen geringer Kriegszerstörungen gab es in Regensburg vergleichsweise viel nutzbaren Wohnraum und auch andere Unterbringungsmöglichkeiten, wie z. B. die Baracken der Messerschmitt GmbH, wo allein 2.200 italienische KZ-Flüchtlinge untergebracht wurden. Die Stadt eignete sich daher in besonderem Maße für die zumindest zeitweilige Unterbringung jüdischer Flüchtlinge. Um ihre Versorgung kümmerte sich zunächst vor allem die United Nations Relief and Rehabilitation Administration (UNRRA), später auch das amerikanische Joint Distribution Committee. Im Oktober 1945 folgte die Errichtung Jewish Community mit einem Jewish Chaplain’s Office Regensburg.
Am 30. Mai 1945 wurde Josef Glatzer als Rabbiner installiert; er bekleidete dieses Amt bis zu seiner Emigration in die Vereinigten Staaten Ende 1949. In der Nachkriegszeit lebten mehrere tausend Juden in Regensburg, von denen ein großer Teil aber sehr bald im Zuge der Migrationsprogramme zionistischer Organisationen und der Jewish Agency nach Palästina auswanderte. Auch die USA nahmen Hunderttausende sogenannter Displaced Persons auf.
Im Dezember 1945 wurde ein 14-jähriger Jude ermordet, 1947 eine jüdische Familie. Antisemitische Motive sind nicht bewiesen.
Am 1. August 1950 wurde die Jüdische Gemeinde Regensburg errichtet, die Nachfolgeorganisation der Jewish Community. In diesem Jahr hatte die Gemeinde 288 Mitglieder (1. Juni 1950), 1951 noch gut 200 Personen. Mit den 12 anderen nach dem Krieg wiedererstandenen bayerischen Gemeinden gründete sie den Landesverband der Israelitischen Kultusgemeinden in Bayern. Erster Rabbiner war Yakob Simcha Avidor, 1956 folgte Rabbiner Kraus, 1958–1969 schließlich Nathan David Liebermann.
Im Zuge der ab 1959 beginnenden Verhandlungen zwischen den jüdischen Verbänden und dem bayerischen Staat über die Rückgabe der durch die Nazis enteigneten jüdischen Vermögen bzw. entsprechende Entschädigungsleistungen hat es die jüdische Gemeinde nach eigener Einschätzung versäumt, ihre Ansprüche hinreichend und angemessen darzulegen.

### Gegenwart

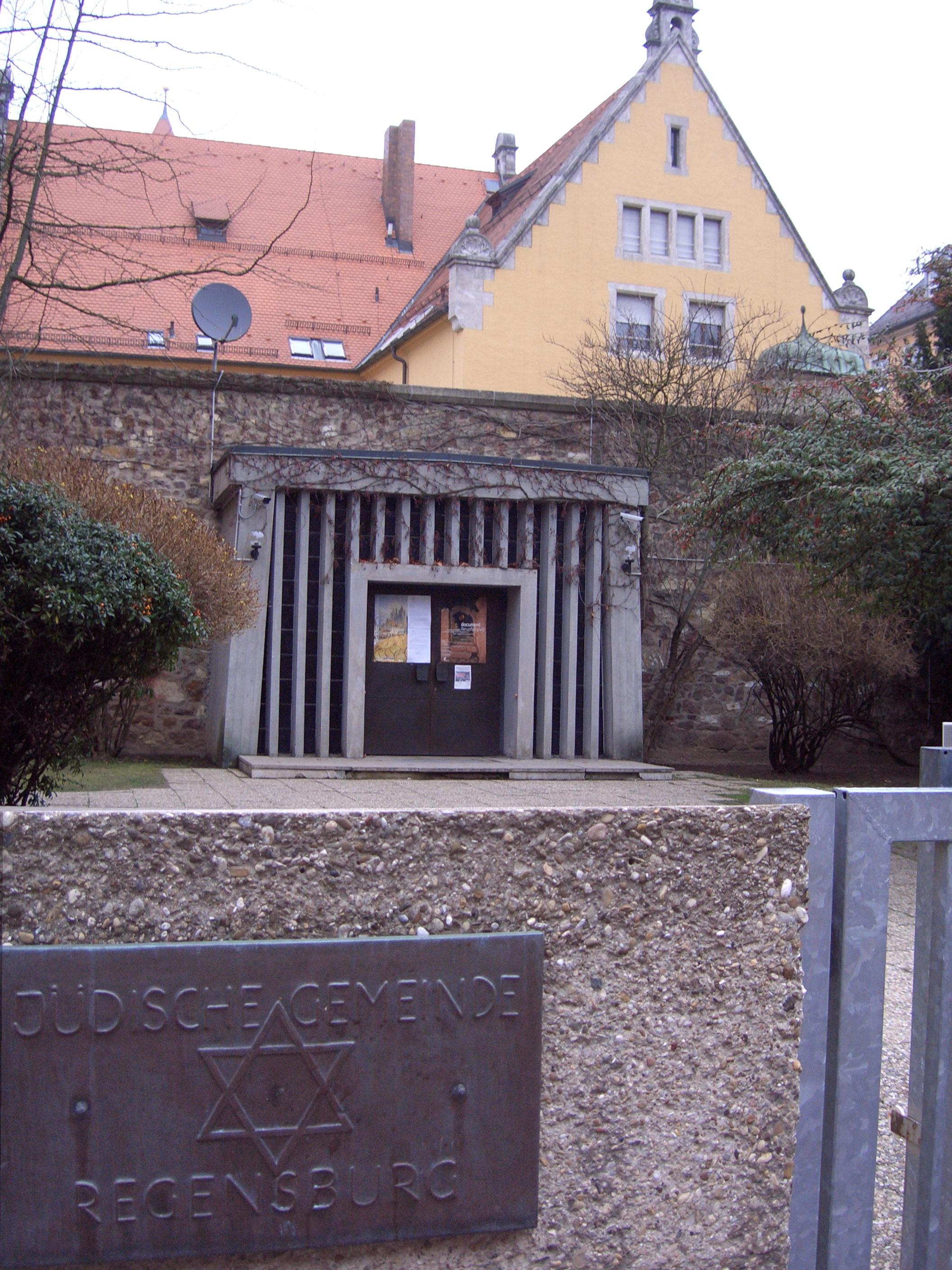
Jüdisches Gemeindehaus in Regensburg

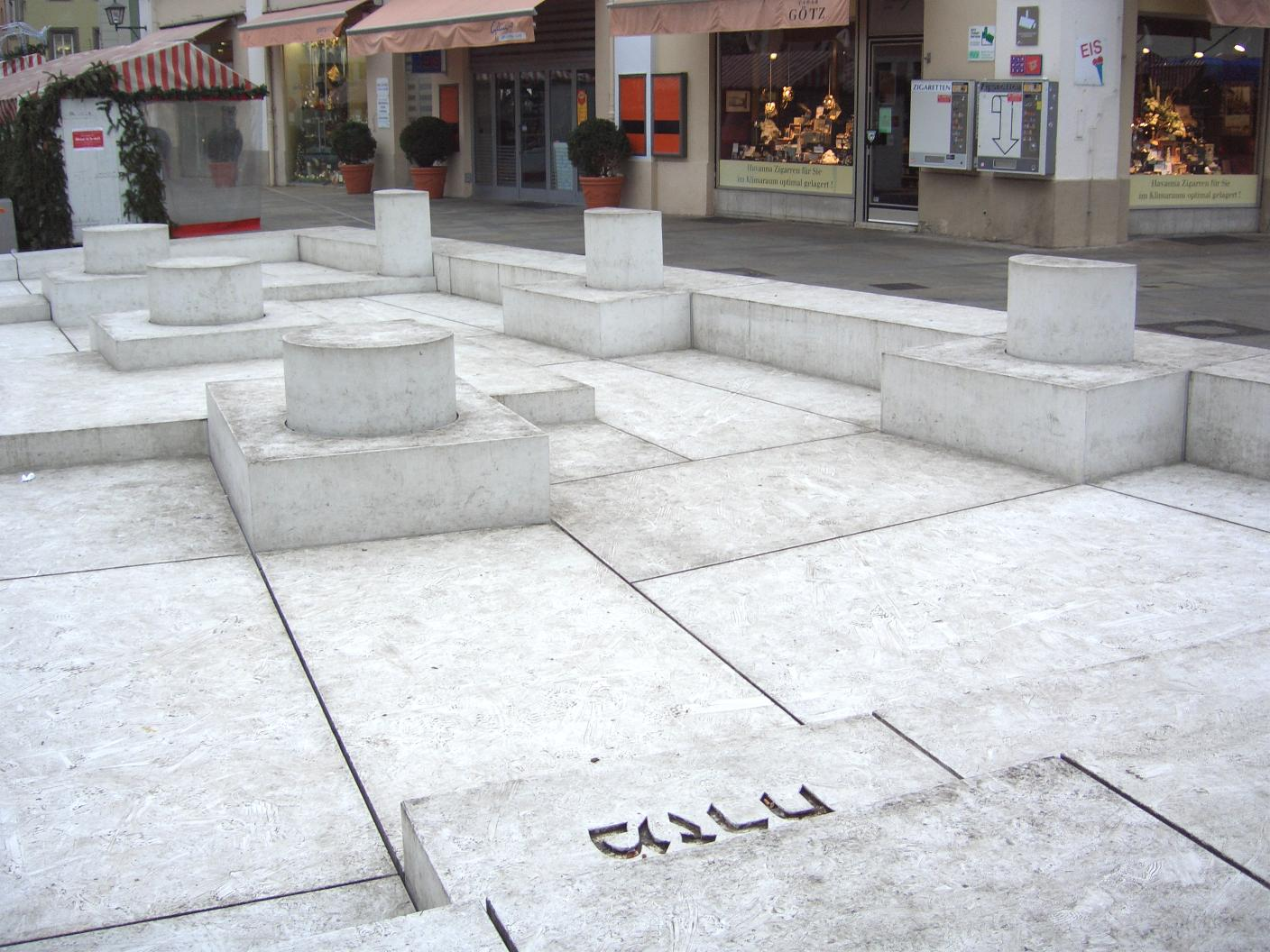
Karavan-Denkmal auf dem Neupfarrplatz

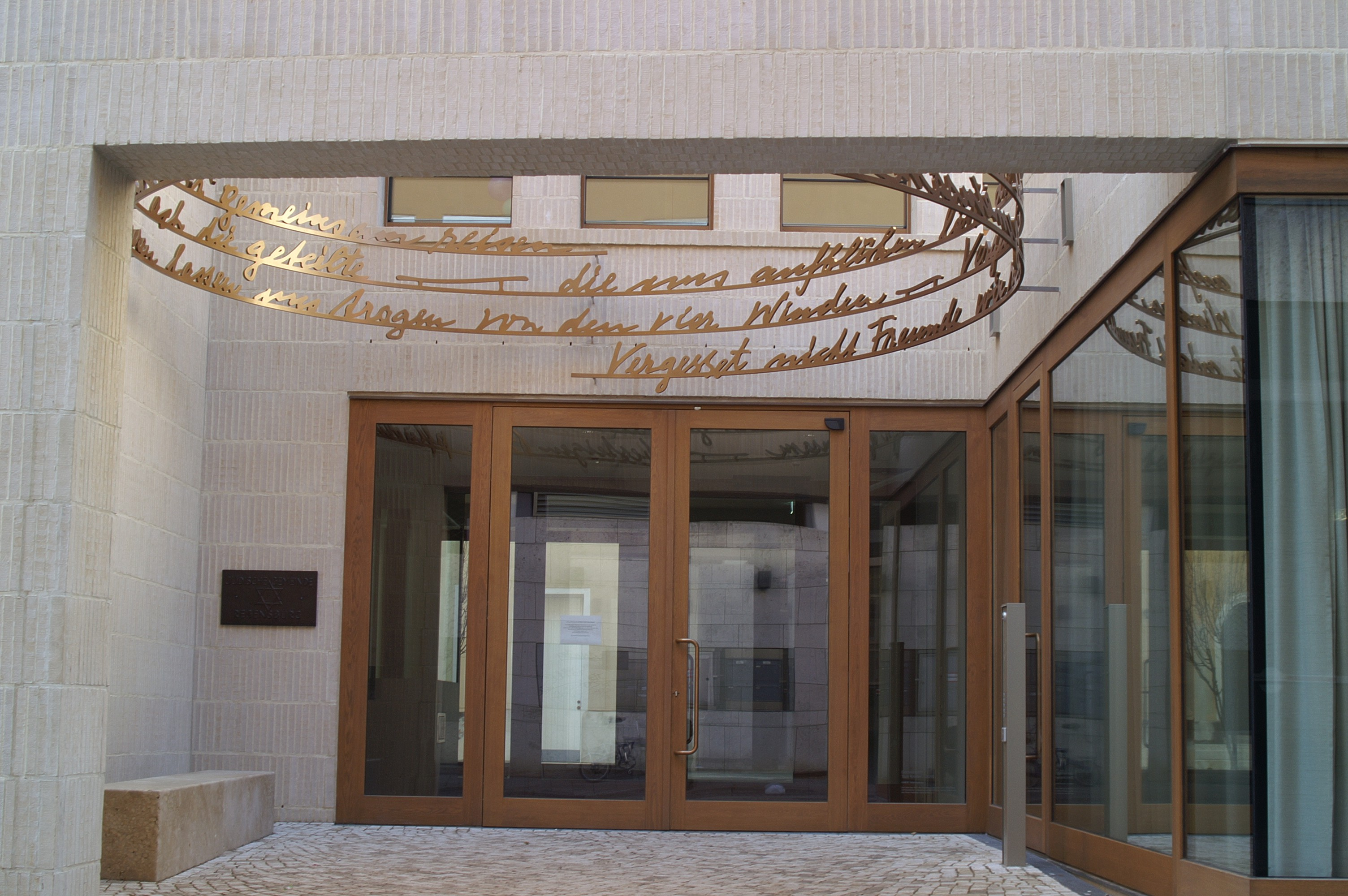
Eingangsbereich des Gemeindezentrums: Bronzespirale von Tom Kristen: Rose Ausländers Gedicht Gemeinsam.

Trotz relativ geringer Mitgliederzahl, der obendrein ungünstigen demographischen Struktur und der dadurch bedingten problematischen Finanzsituation entfaltete sich in Regensburg bald wieder jüdisches Gemeindeleben. Großer Wert wurde dabei traditionell auf Bildung und Erziehung gelegt. Bereits 1951 bzw. 1953 entstand wieder ein eigener jüdischer Kindergarten bzw. eine hebräische Schule. Seit dem Fall des Eisernen Vorhangs und der damit verbundenen Zuwanderung aus den Staaten Osteuropas ist wieder ein Anstieg der Mitgliederzahl der Jüdischen Gemeinde Regensburg auf knapp 1000 Mitglieder zu verzeichnen. Dazu kommen 200 bis 300 Personen, die insbesondere wegen fehlender Papiere noch keine Anerkennung als Juden erhalten haben. Zum Umfeld der Gemeinde gehören weitere 200 Personen, vor allem nicht-jüdische Familienangehörige. Bis zu seinem Tode im Jahr 2007 war Otto Schwerdt langjähriger Vorsitzender der Israelitischen Kultusgemeinde Regensburg.
Positiv entwickelt haben sich nach dem Krieg die Beziehungen zur nichtjüdischen Umwelt, wobei die Gesellschaft für christlich-jüdische Zusammenarbeit eine zentrale Rolle spielte, aber auch die guten Kontakte der Jüdischen Gemeinde zur Stadt Regensburg, der Regierung der Oberpfalz sowie zum Bezirkstag. Erhebliche Impulse erfuhr der Dialog auch durch die Errichtung des neuen Gemeindemehrzwecksaales 1969, der zu einer Stätte der Begegnung zwischen den Religionen geworden ist: Neben Treffen mit den verschiedensten Bevölkerungsgruppen, mit Parteien, Kirchen und Pfarrgemeinden finden dort auch zahlreiche Führungen, Kurzseminare und Vorträge statt.
Die kommunalpolitischen Auseinandersetzungen um die Ausgrabung des Ghettos am Neupfarrplatz (1995–1997) riefen starkes bürgerschaftliches Engagement hervor, das sich auf den Umfang und die Art der Ausgrabungen auswirkte. 2005 errichtete der israelische Künstler Dani Karavan exakt an der Stelle der 1519 zerstörten mittelalterlichen Synagoge das Misrach-Denkmal, ein Bodenrelief aus weißen Granitblöcken, das den Grundriss und die Fundamente des Bauwerks nachbildet. In unmittelbarer Nähe wurde ein Dokumentationszentrum eingerichtet. Am 13. September 2006 bewirtete auf Vermittlung von Bischof Gerhard Ludwig Müller die Jüdische Gemeinde Regensburg während des Bayernbesuchs von Papst Benedikt XVI. einen Teil von dessen Entourage mit koscherem Essen.
Seit 2016 wurde an der Stelle der 1938 zerstörten Synagoge das Jüdische Gemeindezentrum mit Synagoge Regensburg gebaut. Das von Staab Architekten geplante Gebäude wurde am 27. Februar 2019 eingeweiht.